# Рахунек, Иван
Иван Рахунек (чеш. Ivan Rachůnek; 6 июля 1981, Злин, Чехословакия) — чешский хоккеист, нападающий. Воспитанник клуба «Злин». Чемпион мира среди молодёжных команд 2001 года. Брат Карела Рахунека и Томаша Рахунека.

## Карьера
Иван Рахунек известен по выступлениям за родной клуб «Злин». Также играл в Швейцарии, Финляндии, Словакии.
В составе молодёжной сборной Чехии в 2001 году стал чемпионом мира.
За сборную Чехии провёл 47 матчей, забросил 4 шайбы. За сборную играл вместе со старшим братом Карелом.
Последним клубом Ивана Рахунека был «Зубр» из Пршерова, выступающий в чешской первой лиге.

## Достижения
Чемпион мира среди молодёжи 2001
 Чемпион Словакии 2015
 Бронзовый призёр чешской Экстралиги 2002 и 2014

## Статистика
- Чешская экстралига — 719 игр, 323 очка (144 шайбы + 179 передач)
- Сборная Чехии — 47 игр, 11 очков (4+7)
- Словацкая экстралига — 40 игр, 29 очков (8+21)
- Вторая немецкая лига — 39 игр, 17 очков (7+10)
- Еврокубки (European Trophy) — 21 игра, 7 передач
- Первая чешская лига — 16 игр, 6 передач
- Хоккейная лига Онтарио — 15 игр, 4 очка (2+2)
- Швейцарская национальная лига Б — 6 игр, 6 очков (3+3)
- Чемпионат Финляндии — 6 игр, 2 передачи
- Всего за карьеру — 909 игр, 405 очков (168+237)